# A memoria
A memoria è un romanzo di Dacia Maraini del 1967.
Il libro è stato tradotto in slovacco e pubblicato in Cecoslovacchia nel 1969.

## Trama
Maria e Pietro sono una coppia sposata da alcuni anni. Pietro si trova in uno stato di grande spossatezza fisica, causato da un tumore all'intestino, che lo rende praticamente inetto e incapace di soddisfare il desiderio di vitalità della moglie, che accetta il corteggiamento del suo spasimante Giacomo, il quale le scrive lettere appassionate e intimiste. Maria sembra soffrire di disturbi della memoria, cosa che la porta a contraddirsi spesso nei suoi discorsi e lasciare che degli sconosciuti si approfittino di lei per avere dei rapporti occasionali, ai quali non si sottrae.
Poco tempo dopo Pietro si sottopone a un'operazione chirurgica che non gli porta alcun beneficio e muore; i suoi parenti fanno in modo di escludere Maria dall'eredità. Giacomo, stanco di aspettare una risposta da Maria, si sposa con la madre di lei. Maria, rifiutando di fatto l'aiuto di uno psichiatra che le avevano consigliato sua madre e Giacomo, finisce col macerarsi in un'esistenza solitaria nella sua casa vuota.

## Stile
Il romanzo non ha un vero e proprio narratore. Si alternano, secondo l'ordine cronologico, dialoghi, lettere di Giacomo a Maria (che ricordano il monologo interiore di James Joyce) e pagine di diario scritte da Maria in uno stile impersonale, che si limita a trascrivere quello che ha visto senza manifestare un trasporto emotivo.

## Edizioni
- Dacia Maraini, A memoria, collana I neofigurativi, introduzione di Renato Barilli, Milano, Bompiani, 1967.
- (SK) Dacia Marainiová, Nikto sa nepamätá, collana Zahrada, n. 27, Bratislava, Slovensky spisovatel, 1969.